# Federazione pallavolistica dell'Estonia
La Federazione estone di pallavolo (est. Eesti Võrkpalli Liit, EVL) è un'organizzazione fondata per governare la pratica della pallavolo in Estonia.
Organizza il campionato maschile e femminile, e pone sotto la propria egida la nazionale maschile e femminile.
Ha aderito alla FIVB nel 1991.